# Brian Cox (acteur)
Brian Denis Cox (Dundee (Schotland), 1 juni 1946) is een Schots acteur, vooral bekend voor zijn rollen als slechterik in kaskrakers waaronder Troy en X2 en de eerste acteur die de rol van Hannibal Lecter op zich neemt in Michael Manns Manhunter. Hij is Commandeur in de Orde van het Britse Rijk.

## Biografie
Hoewel Brian Denis Cox geboren is in Schotland, is hij van Iers-Katholieke afkomst.
Cox heeft een opleiding genoten aan het London Academy of Music and Dramatic Art en heeft daarna enkele jaren gewerkt voor het National Theatre. Hij had al enkele opdrachten op televisie en kleine films meegemaakt voor zijn doorbraak met de rol van Hannibal Lecter in Manhunter. De film zelf was geen groot succes, maar door de goede vertolking van het personage maakte Cox al snel naam binnen de filmwereld. Desalniettemin beperkte hij zich niet tot de filmwereld en speelde nog geregeld in tv- en theateropdrachten mee.
In 1995 speelde hij een rol in beide films over een Schotse held die dat jaar uitkwamen: Rob Roy en Braveheart.
Hij geeft meestal gestalte aan slechteriken zoals de tirannieke Agamemnon uit Troy, de criminele kolonel in X2, een gluiperige CIA ambtenaar in de Bourne-films en leende zijn stem aan een snufffilmregisseur uit het PlayStation 2-spel Manhunt. Hij heeft ook wat sympathiekere karakters gespeeld, zoals de vader van Edward Norton in 25th Hour, een vriendelijke politieoverste in Super Troopers en Rachel McAdams vader in Red Eye.
Cox won in 2001 een Emmy Award voor zijn vertolking van Hermann Göring in de televisie-miniseries Nuremberg, waarin Alec Baldwin de toenmalige Supreme Court Justice en Proces van Neurenberg-procureur Robert H. Jackson gestalte geeft.
Cox was tweemaal getrouwd. Zijn eerste huwelijk met Caroline Burt hield achttien jaar stand (1968-1986). Hij heeft twee kinderen (een zoon en een dochter) uit dit huwelijk. Hij trouwde in 2002 met Nicole Ansari en op 31 januari 2002 kreeg hij een zoon. In oktober 2004 is zijn tweede kind uit zijn tweede huwelijk geboren.

## Trivia
- Zijn zoon, Alan Cox, is ook een acteur en het beste bekend door zijn rol in Young Sherlock Holmes.
- Hij lijdt aan diabetes en heeft veel werk verricht om een diabetesonderzoekinrichting te steunen in Dundee.
- Brian Cox en Anthony Hopkins hebben veel dezelfde rollen gespeeld. Zo gelijk zelfs dat terwijl Cox de rol van Hannibal Lecter vertolkte in Manhunter, Hopkins de rol van King Lear vertolkte in het National Theatre. Enkele jaren later speelde Hopkins de rol van Hannibal Lecter in The Silence of the Lambs en stond Cox op de planken van het National Theatre King Lear te spelen. Ze hebben ook beiden de rol van Titus Andronicus gespeeld.
- Cox zou de rol van de leeuw Aslan in The Chronicles of Narnia: The Lion, the Witch and the Wardrobe vertolken, maar werd uiteindelijk vervangen door Liam Neeson.
- Hij heeft eveneens al verscheidene rollen gespeeld waarin hij een overheidsmedewerker is en een tegenspeler aan geheugenverlies en later ontdekt dat hij ooit een geheime overheidsmoordenaar is geweest. In The Long Kiss Goodnight (1996) waar actrice Geena Davis aan geheugenverlies leed, The Bourne Identity (2002) met Matt Damon als moordenaar en in X2 (2003) is Hugh Jackman de gelukkige.

## Filmografie
- The Bay of Silence (2020) - Milton
- The Etruscan Smile  (2018) - Rory MacNeil
- Super Troopers 2 (2018) - Captain John O'Hagen
- Succession (2018-2023) - Logan Roy
- Medici (2016) - Bernardo Guadagni
- War & Peace (2016) - Mikhail Kutuzov
- Penny Dreadful (2016) - Jared Talbot
- The Slap (2015)  - Manolis Apostolou
- Shetland (2014) - Magnus Bain
- Believe (2013) - Matt Busby
- Rise of the Planet of the Apes (2011) - John Landon
- The Veteran (2011) - Gerry
- Coriolanus (2011) - Menenius
- Ironclad (2011) - Albany
- RED (2010) - Ivan Simanov
- Wide Blue Yonder (2010) - Wally
- As Good as Dead (2010) - Reverend Kalahan
- On Expenses (2010) - Michael Martin
- The Good Heart (2009) - Jacques
- Fantastic Mr. Fox (2009) - Action 12 Reporter (stem)
- Lost & Found (2009) - Burt Macey
- Marple: They Do It with Mirrors (2009) - Lewis Serrocold
- Tell-Tale (2009) - Phillip Van Doren
- Scooby-Doo and the Samurai Sword (2009) - Green Dragon (stem)
- Trick 'r Treat (2008) - Mr. Kreeg
- Red (2008) - Avery Ludlow
- The Escapist (2008) - Frank Perry
- The Colour of Magic (2008) - Verteller
- Agent Crush (2008) - Spanners (stem)
- Shoot on Sight (2007) - Daniel Tennant
- The Martyr's Crown (2007) - Verteller
- The Secret of the Nutcracker (2007) - Drosselmeyer
- Terra (2007) - General Hemmer (stem)
- The Key Man (2007) - Irving
- The Water Horse: Legend of the Deep (2007) - Old Angus
- Zodiac (2007) - Melvin Belli
- The Outsiders (2006) - Gabriel
- Running with Scissors (2006) - Dr. Finch
- The Flying Scotsman (2006) - Douglas Baxter
- The Ringer (2005) - Gary Barker
- Red Eye (2005) - Joe Reisert
- The Strange Case of Sherlock Holmes & Arthur Conan Doyle (2005) - Dr. Joseph Bell
- Lost: The Journey (2005) - Verteller
- Match Point (2005) - Alec Hewett
- Blue/Orange (2005) - Dr. Robert Smith
- A Woman in Winter (2005) - Dr. Hunt
- Get the Picture (2004) - Harry Sondheim
- The Bourne Supremacy (2004) - Ward Abbott
- Troy (2004) - Agamemnon
- Sin (2003) - Captain Oakes
- The Reckoning (2003) - Tobias
- X2 (2003) - William Stryker
- 25th Hour (2002) - James Brogan
- Adaptation. (2002) - Robert McKee
- The Ring (2002) - Richard Morgan
- Rasputin: The Devil in the Flesh (2002) - Verteller
- The Biographer (2002) - Michael O'Mara
- Smallpox 2002: Silent Weapon (2002) - Verteller
- The Bourne Identity (2002) - Ward Abbott
- The Rookie (2002) - Jim Morris Sr.
- Bug (2002) - Cyr
- The Affair of the Necklace (2001) - Minister Breteuil
- Strictly Sinatra (2001) - Chisolm
- L.I.E. (2001) - Big John Harrigan
- Zulu 9 (2001) - Storyteller (stem)
- Super Troopers (2001) - Captain O'Hagan
- The Legend of Loch Lomond (2001) - Verteller
- Saltwater (2000) - George
- A Shot at Glory (2000) - Martin Smith
- Nuremberg (2000) - Reichsmarschall Hermann Göring
- Mad About Mambo (2000) - Sidney McLoughlin
- Complicity (2000) - Inspector McDunn
- The Invention of Dr. Morel (2000) - Dr. Morel
- Longitude (2000) - Lord Morton
- For Love of the Game (1999) - Gary Wheeler
- The Corruptor (1999) - Sean Wallace
- The Minus Man (1999) - Doug
- Rushmore (1998) - Dr. Nelson Guggenheim
- Poodle Springs (1998) - Clayton Blackstone
- Merchants of Venus (1998) - Uncle Vladimir
- Family Brood (1998) -
- Desperate Measures (1998) - Captain Jeremiah Cassidy
- The Boxer (1997) - Joe Hamill
- Food for Ravens (1997) - Nye Bevan
- Kiss the Girls (1997) - Chief Hatfield
- The Long Kiss Goodnight (1996) - Dr. Nathan Waldman
- The Glimmer Man (1996) - Mr. Smith
- Chain Reaction (1996) - Lyman Earl Collier
- Witness Against Hitler (1996) - Judge Freisler
- Braveheart (1995) - Argyle Wallace
- Rob Roy (1995) - Killearn
- I Was Catherine the Great's Stable Boy (1994) - (stem)
- The Negotiator (1994) - Charlie King
- Grushko (1994) - Colonel Yevgeni Grushko
- Prince of Jutland (1994) - Aethelwine
- Iron Will (1994) - Angus McTeague
- Sharpe's Eagle (1993) - Hogan
- Sharpe's Rifles (1993) - Hogan
- The Cloning of Joanna May (1992) - Carl May
- Deceptions (1992) - Carlton Heard
- Six Characters in Search of an Author (1992) - The Director
- Hidden Agenda (1990) - Kerrigan
- Secret Weapon (1990) - Andrew Neil
- Murder by Moonlight (1989) - Voronov
- Beryl Markham: A Shadow on the Sun (1988) - Jock Purves
- Shoot for the Sun (1986) - Dunny
- Manhunter (1986) - Dr. Hannibal Lecktor
- The Fourth Floor (1986) - Det. Chief Supt. Haladene
- The Deliberate Death of a Polish Priest (1986) - Waldemar Chrostowski
- Florence Nightingale (1985) - Dr. McGrigor
- Pope John Paul II (1984) - Father Góra
- The Cantor of St Thomas's (1984) - Johann Sebastian Bach
- King Lear (1983) - Burgundy
- The Privilege (1982) - Young Laird
- The Master of Ballantrae (1975) -
- In Celebration (1975) - Steven Shaw
- Ego Hugo (1973) - Victor Hugo
- Nicholas and Alexandra (1971) - Lev Trotski
- She Stoops to Conquer (1971) - Hastings
- When We Dead Awaken (1970) - Ulfhejm